# Catherine Chabert
Pour les articles homonymes, voir Chabert.
Catherine Chabert, née le 26 décembre 1946, est une psychologue et psychanalyste française, membre titulaire de l'Association psychanalytique de France et professeure émérite de psychologie à l'université Paris-Descartes (Sorbonne Paris Cité).

## Parcours de formation
Catherine Chabert étudie en classes préparatoires littéraires, puis réalise un parcours de psychologie, d'abord à l'université d'Aix-en-Provence, où elle suit l'enseignement de René Kaës, puis en psychopathologie, à l'université Paris X-Nanterre, où elle suit les enseignements de Didier Anzieu, fondateur du département de psychologie de cette université, de Roger Dorey et de Daniel Widlöcher, notamment. Elle obtient un DESS de psychopathologie à l'université Paris V et un certificat de méthodes projectives, puis elle est recrutée comme assistante dans cette même université, tout en commençant une pratique de psychologue à l'hôpital de la Salpêtrière, puis à l'Institut mutualiste Montsouris, auprès de Philippe Jeammet, cadre dans lequel elle pratique le psychodrame analytique de groupe. Elle soutient en 1975 une thèse de 3e cycle intitulée La formation du jugement moral chez l'enfant : une étude critique à partir des travaux de Jean Piaget, conjointement à l'École des hautes études en sciences sociales et à l'université Paris 5, sous la direction d'Hélène Gratiot-Alphandéry. Elle devient psychanalyste et membre de l'Association psychanalytique de France dans les années 1980,.

## Parcours de recherche et universitaire
Elle soutient en 1986 une thèse d'État intitulée Le Rorschach en clinique adulte : interprétation psychanalytique, sous la direction de Didier Anzieu, à l'université Paris X-Nanterre. Elle impulse la création, en 1993, puis dirige le Laboratoire de psychologie clinique et psychopathologie (LPCP) de l'université Paris Descartes, devenu Laboratoire « Psychologie clinique, psychopathologie, psychanalyse » (EA 4056).
Elle a développé une approche originale des méthodes projectives, ancrée dans la psychanalyse, notamment en réunissant l'utilisation du Test de Rorschach et du Thematic Apperception Test (TAT), qui n'existait pas auparavant. Elle développe ses recherches et ses enseignements en psychopathologie clinique dans les perspectives de la métapsychologie et de la méthode freudienne. L'un de ses thèmes de recherche est la séparation.

## Activités scientifiques et éditoriales

### Organisation ou interventions dans des colloques scientifiques
Elle est co-organisatrice le 27 janvier 2007 d'un colloque sur l’œuvre de Didier Anzieu, et co-dirige la publication d'un livre qui fait suite à ce colloque, Didier Anzieu et la psychanalyse des limites (Érès, 2007). 
D'autre part, elle organise régulièrement des journées scientifiques du laboratoire LPCP de Paris-Descartes  et donne des conférences dans des colloques :
- « Père ou mère? Entre bisexualite et différence des sexes », journée  scientifique, 7 novembre 2015. (Organisation)
- « La Douleur. À J.-B. Pontalis », journée scientifique, 16 novembre 2013 Programme en ligne. (Organisation)
- « Les séparations, victoire et catastrophes », journée scientifique, 15 octobre 2011. (Organisation )
- « Winnicott et la création humaine », BBAdos 2010, 9-10 octobre 2010. (Conférence)
- « La psychanalyse de l’adolescent existe-t-elle ? », journée scientifique inter-universitaire, 7 février 2009. (Co-organisation)
- « Dépression du bébé, dépression de l’adolescent », BBAdos 2008, 28 et 29 mars 2008. (Conférence)
- « À corps et à cri », BBAdos 2004, 27-28 mars 2004. (Participation à une table ronde)
- « Il y a clivage et clivage », BBAdos 2014, Clivages. D’une rive à l’autre, entre séparation et rupture, 17 octobre 2014. (Participation à une table ronde).

### Édition et revues
Catherine Chabert co-dirige Libres Cahiers pour la psychanalyse, revue scientifique semestrielle à comité de lecture. Par ailleurs, elle est membre fondateur et membre du comité scientifique de la revue Adolescence, membre du comité scientifique et du comité de rédaction de la revue Le Carnet Psy, membre du comité de rédaction des revues Psychologie Clinique et projective, et La Psychiatrie de l'enfant.
Elle dirige la collection « Psychopathologie et psychanalyse », aux éditions Dunod.

## Publications

### Ouvrages
- Le Rorschach en clinique adulte : interprétation psychanalytique, Dunod, 1983
- La psychopathologie à l'épreuve du Rorschach, Dunod, 1987
- Didier Anzieu, Paris, PUF, 1996, coll. « Psychanalystes d'aujourd'hui »,  (ISBN 2-13-047773-9).
- Psychanalyse et méthodes projectives, Paris, Dunod, 1998/2013, coll. « Topos ».
- Féminin mélancolique, Paris, Puf, 2003, coll. «Petite bibliothèque de psychanalyse».
- L'amour de la différence, Paris, PUF, 2011.
- Les névroses : traité de psychopathologie de l'adulte (dir.), Dunod, 2013.
- Narcissisme et dépression : traité de psychopathologie de l'adulte (dir.),  Dunod, 2013.
- Les psychoses : traité de psychopathologie de l'adulte (dir.), Dunod, 2013.
- Les séparations : victoires et catastrophes (dir.), Érès, 2013, coll. « Le Carnet Psy »,  (ISBN 978-2-7492-3885-2).
- La douleur (dir.), Toulouse, Ères , 2015, coll. « Le Carnet Psy »
- La jeune fille et le psychanalyste, Dunod, 2015
- Maintenant, il faut se quitter, Puf, coll. « Petite Bibliothèque de psychanalyse », 2017  (ISBN 978-2130789710)

### Ouvrages co-écrits et co-dirigés
- Résistances, avec François Gantheret et Michel Gribinski, Paris, Publications de l'Association psychanalytique de France, 2002.
- Les méthodes projectives, avec Didier Anzieu, Paris, PUF, 2e éd. 2004, coll. « Quadrige »,  (ISBN 2130535364).
- L'oubli du père, avec Jacques André, Paris, PUF, 2004, coll. « Petite bibliothèque de psychanalyse ».
- Manuel du TAT : approche psychanalytique, avec Françoise Brelet-Foulard, Paris, Dunod, 2005, coll. « Psycho Sup »,  (ISBN 2-10-049038-9).
- Soigner l'anorexie et la boulimie, avec Élisabeth Birot et Philippe Jeammet, Paris, PUF, 2006, coll. « Le Fil rouge ».
- Névroses et fonctionnements limites, avec Bernard Brusset et Françoise Brelet-Foulard, Paris, Dunod, 2006, coll. « Psycho Sup »,  (ISBN 2-10-049886-X).
- (Coll.) Manuel de psychologie et psychopathologie clinique générale, Paris, Masson, 2007,  (ISBN 978-2-294-04956-9).
- (Coll.) Didier Anzieu : le Moi-peau et la psychanalyse des limites, Toulouse, Erès, 2007, coll. « Le Carnet Psy »,  (ISBN 2-7492-0805-X).
- Psychologie clinique et psychopathologie, avec Benoît Verdon, Paris, PUF, 2008,  (ISBN 2-13-056836-X).
- Désirs d'enfant, avec Jacques André, Paris, Puf, 2009, coll. « Petite bibliothèque de psychanalyse »
- La psychanalyse de l'adolescent existe-t-elle ?, avec Jacques André, Paris, Puf, 2010.
- Psyché anarchiste (dir.), avec Jacques André et Evelyne Tysebaert, Paris, Puf, 2011, coll. « Petite bibliothèque de psychanalyse »
- Douze études en clinique projective : approche psychanalytique, avec Catherine Azoulay, Paris, Dunod, 2011.
- Le silence des émotions : clinique psychanalytique des états vides d'affects, avec Solange Carton et Maurice Corcos, Paris, Dunod, 2013, coll. "Inconscient et culture",  (ISBN 2100600184).
- Les travaux forcés de la répétition, avec Jacques André, 2014, Puf, coll. « Petite bibliothèque de psychanalyse »
- La perversion, encore, avec Jacques André, et Patrick Guyomard, 2015, Puf, coll. « Petite bibliothèque de psychanalyse »
- Vie et mort des affects, avec Jacques André , 2016, Puf, coll. « Petite bibliothèque de psychanalyse »

### Articles de revues ou chapitres de livres récents
- Les Parents intérieurs, La Psychiatrie de l'enfant, 2002/2, vol. 45.
- Pulsions, emprise et narcissisme, Revue française de psychanalyse, 2006/5, vol. 70.
- De l’acte à la scène. Le psychodrame avec les adolescents, Adolescence, 66, 2008/4, p. 941-957.
- Blessures du corps, blessures de l'âme. Psychothérapie d'une jeune fille diabétique présentant de graves troubles des conduites alimentaires, Psychologie clinique et projective, 2009/1, no 15.
- L'Affect dans l'âme, Revue française de psychanalyse, 2010/5, vol. 74.
- L'Inconstance, annuel de l'APF 2011, « Idéal, déception, fictions », p. 41-60, Association psychanalytique de France, PUF, 2011.
- La Bisexualité, entre eux-deux ?, Revue française de psychanalyse, 2013/5, vol. 77.
- Interpréter le transfert ? Débat : l’analyse des résistances, Revue française de psychanalyse, 2013/3 vol. 77.
- Incertitudes œdipiennes, Revue française de psychanalyse, 2012/5, vol. 76.
- Anorexie mentale : une traversée mélancolique de l'adolescence ? Étude clinique et projective des processus identificatoires dans les troubles des conduites alimentaires, avec Sarah Vibert, La Psychiatrie de l'enfant, 2009/2, vol. 52.
- Le Transfert, aux origines, Adolescence, 2017/1, t. 35, no 1, p. 9-20.